# Magyarország a 2016-os atlétikai Európa-bajnokságon
Magyarország a hollandiai Amszterdamban megrendezett 2016-os atlétikai Európa-bajnokság egyik részt vevő nemzete volt. Az ország a versenyen 32 sportolóval képviseltette magát.

## Előzmények
A nevezési szintet teljesítő magyar atléták közül Pars Krisztián műtétje után, Gyurátz Réka sérülés miatt nem indult. A diszkoszvető Savanyú Péter is teljesítette a szintet, de országonként csak három versenyző indulhatott egy versenyszámban. A női 4 × 100 méteres váltót a 2016-ban futott két legjobb ideje alapján hívták meg a versenyre. A csapat tagjai voltak még: Németh Zsolt csapatvezető, Kámán Bálint technikai vezető, Dr. Kiss-Polauf Marianna orvos, Igaz Bálint és Szűts Zoltán  fizioterapeuták, Csoma Ferenc és Németh Roland szakági referensek, Eperjesi László, Káldy Zoltán, Németh László, Szabó Dezső, Szabó István, ifj. Tomhauser István, Varga Lőrinc, Zsivoczky Attila edzők.

## Érmesek
| Érem  | Versenyző    | Versenyszám          | Dátum     |
| ----- | ------------ | -------------------- | --------- |
| Ezüst | Márton Anita | Női súlylökés        | július 7. |
| Ezüst | Baji Balázs  | Férfi 110 m gátfutás | július 9. |

## Eredmények

### Férfi
| Versenyző       | Versenyszám | Előfutam | Előfutam | Előfutam | Elődöntő | Elődöntő | Elődöntő | Döntő   | Döntő    |
| Versenyző       | Versenyszám | Idő      | Hely.    | Össz.    | Idő      | Hely.    | Össz.    | Idő     | Helyezés |
| --------------- | ----------- | -------- | -------- | -------- | -------- | -------- | -------- | ------- | -------- |
| Sipos János     | 100 m       | 10,45    | 4.       | 15.      | 10,47    | 8.       | 22.      | kiesett | kiesett  |
| Pásztor Gábor   | 200 m       | 21,60    | 8.       | 22.      | kiesett  | kiesett  | kiesett  | kiesett | kiesett  |
| Kazi Tamás      | 1500 m      | 3:44,64  | 10.      | 28.      |          |          |          | kiesett | kiesett  |
| Kovács Benjámin | 1500 m      | 3:45,16  | 9.       | 29.      |          |          |          | kiesett | kiesett  |
| Józsa Gábor     | Félmaraton  |          |          |          |          |          |          | 1:08:57 | 69.      |
| Baji Balázs     | 110 m gát   |          |          |          | 13,29    | 2.       | 3.       | 13,28   |          |
| Szűcs Valdó     | 110 m gát   | 13,76    | 3.       | 11.      | 13,76    | 6.       | 19.      | kiesett | kiesett  |
| Koroknai Tibor  | 400 m gát   | 51,32    | 4.       | 16.      | kiesett  | kiesett  | kiesett  | kiesett | kiesett  |

| Versenyző           | Versenyszám   | Selejtező | Selejtező | Döntő    | Döntő    |
| Versenyző           | Versenyszám   | Eredmény  | Helyezés  | Eredmény | Helyezés |
| ------------------- | ------------- | --------- | --------- | -------- | -------- |
| Hudi Ákos           | Kalapácsvetés | 70,37 m   | 21.       | kiesett  | kiesett  |
| Pásztor Bence       | Kalapácsvetés | 71,20 m   | 17.       | kiesett  | kiesett  |
| Kővágó Zoltán       | Diszkoszvetés | 65,21 m   | 3.        | 64,66 m  | 6.       |
| Szikszai Róbert     | Diszkoszvetés | 58,01 m   | 26.       | kiesett  | kiesett  |
| Huszák János        | Diszkoszvetés | 60,58 m   | 23.       | kiesett  | kiesett  |
| Rivasz-Tóth Norbert | Gerelyhajítás | 74,56 m   | 27.       | kiesett  | kiesett  |

### Női
| Versenyző                                                 | Versenyszám    | Előfutam | Előfutam | Előfutam | Elődöntő | Elődöntő | Elődöntő | Döntő   | Döntő    |
| Versenyző                                                 | Versenyszám    | Idő      | Hely.    | Össz.    | Idő      | Hely.    | Össz.    | Idő     | Helyezés |
| --------------------------------------------------------- | -------------- | -------- | -------- | -------- | -------- | -------- | -------- | ------- | -------- |
| Nguyen Anasztázia                                         | 100 m          | 11,66    | 6.       | 17.      | kiesett  | kiesett  | kiesett  | kiesett | kiesett  |
| Kéri Bianka                                               | 800 m          | 2:04,90  | 4.       | 22.      | 2:03,47  | 7.       | 23.      | kiesett | kiesett  |
| Papp Krisztina                                            | Félmaraton     |          |          |          |          |          |          | 1:13:23 | 24.      |
| Erdélyi Zsófia                                            | Félmaraton     |          |          |          |          |          |          | 1:21:32 | 79.      |
| Kerekes Gréta                                             | 100 m gát      | 13,54    | 6.       | 25.      | kiesett  | kiesett  | kiesett  | kiesett | kiesett  |
| Kozák Luca                                                | 100 m gát      | 13,30    | 3.       | 16.      | kiesett  | kiesett  | kiesett  | kiesett | kiesett  |
| Juhász Lilla                                              | 100 m gát      | 13,51    | 7.       | 23.      | kiesett  | kiesett  | kiesett  | kiesett | kiesett  |
| Kácser Zita                                               | 3000 m akadály | 10:19,74 | 14.      | 26.      |          |          |          | kiesett | kiesett  |
| Gyürkés Viktória                                          | 3000 m akadály | 9:59,08  | 11.      | 22.      |          |          |          | kiesett | kiesett  |
| Schmelcz Fanny Kaptur Éva Kerekes Gréta Nguyen Anasztázia | 4 × 100 m      | 44,34    | 6.       | 13.      |          |          |          | kiesett | kiesett  |

| Versenyző       | Versenyszám   | Selejtező                | Selejtező                | Döntő    | Döntő    |
| Versenyző       | Versenyszám   | Eredmény                 | Helyezés                 | Eredmény | Helyezés |
| --------------- | ------------- | ------------------------ | ------------------------ | -------- | -------- |
| Szabó Barbara   | Magasugrás    | 189 cm                   | 5.                       | 189 cm   | 11.      |
| Márton Anita    | Súlylökés     | 17,54 m                  | 4.                       | 18,72    |          |
| Fertig Fruzsina | Kalapácsvetés | érvényes kísérlet nélkül | érvényes kísérlet nélkül | kiesett  | kiesett  |
| Orbán Éva       | Kalapácsvetés | 65,86 m                  | 18.                      | kiesett  | kiesett  |
| Szilágyi Réka   | Gerelyhajítás | 55,19 m                  | 21.                      | kiesett  | kiesett  |

| Versenyző      | Versenyszám | 100 m gát | 100 m gát | Magasugrás | Magasugrás | Súlylökés | Súlylökés | 200 m | 200 m | Távolugrás | Távolugrás | Gerelyhajítás | Gerelyhajítás | 800 m   | 800 m | Végeredmény | Végeredmény |
| Versenyző      | Versenyszám | Idő       | Pont      | Eredmény   | Pont       | Eredmény  | Pont      | Idő   | Pont  | Eredmény   | Pont       | Eredmény      | Pont          | Idő     | Pont  | Pont        | Helyezés    |
| -------------- | ----------- | --------- | --------- | ---------- | ---------- | --------- | --------- | ----- | ----- | ---------- | ---------- | ------------- | ------------- | ------- | ----- | ----------- | ----------- |
| Farkas Györgyi | Hétpróba    | 13,89     | 994       | 180 cm     | 978        | 14,02 m   | 795       | 25,73 | 821   | 606 cm     | 868        | 46,03 m       | 783           | 2:14,14 | 905   | 6144        | 5.          |
| Krizsán Xénia  | Hétpróba    | 13,53     | 1046      | 174 cm     | 903        | 13,93 m   | 789       | 25,05 | 882   | 613 cm     | 890        | 47,38 m       | 809           | 2:11,18 | 947   | 6266        | 4.          |